# Pelocetidae
Pelocetidae es una familia extinta de cetáceos misticetos que existió durante el Mioceno en América del Norte, Europa, Australia y Japón.